# Dalpe
Dalpe (in dialetto ticinese Dalp) è un comune svizzero di 198 abitanti del Canton Ticino, nel distretto di Leventina, parte della Regione Tre Valli.

## Geografia fisica

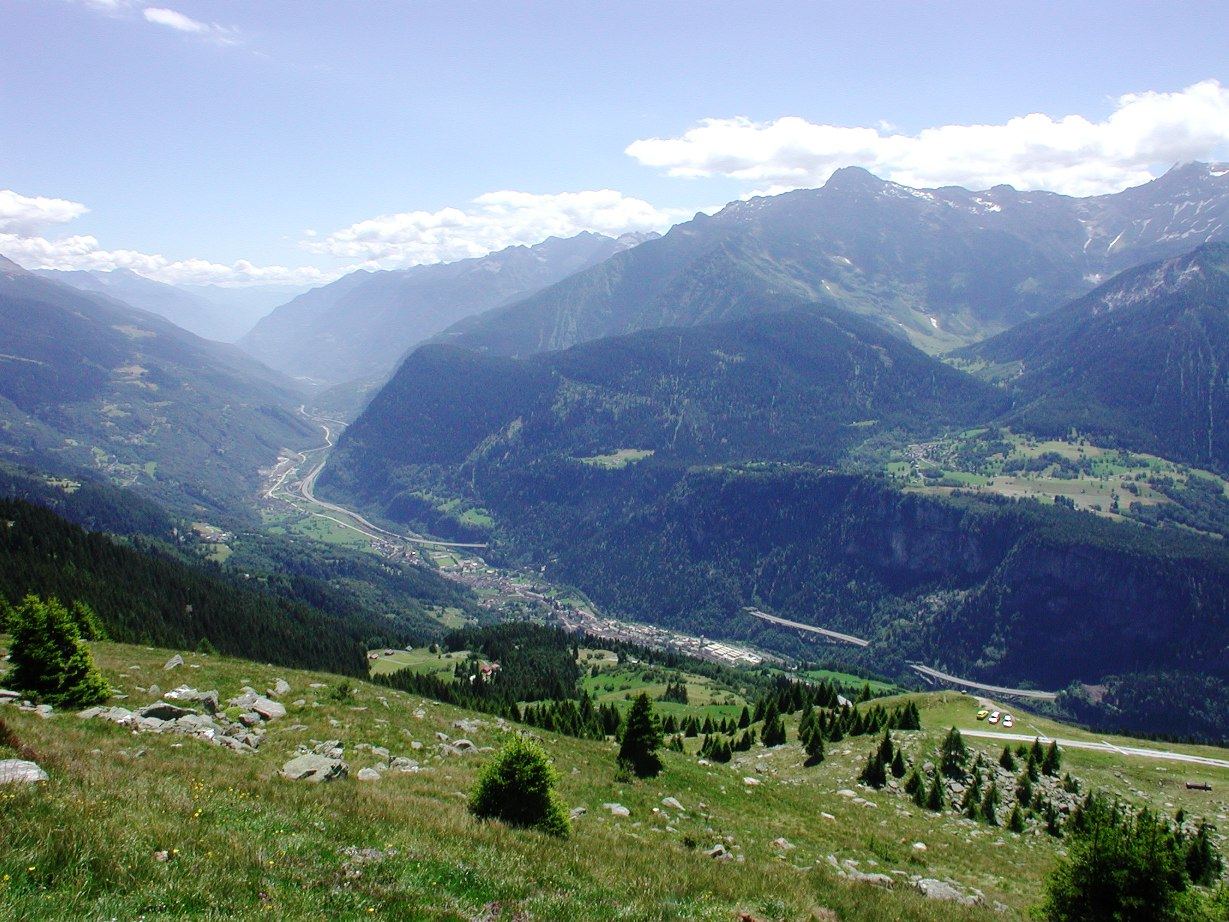
Dalpe e l'imbocco della Val Piumogna sul pianoro a destra; sul fondovalle si vede Faido

Il villaggio si trova con la sua frazione di Cornone all'altitudine di 1 192 m s.l.m. su un altipiano all'imbocco della Val Piumogna, una valle laterale della Leventina. Tra le cime della Val Piumogna vi sono il Campo Tencia, il Pizzo Penca e il Pizzo Forno. La valle è percorsa dal torrente Piumogna, che forma una prima cascata visibile dal villaggio e una seconda di fronte a Faido prima di buttarsi nel fiume Ticino.

## Storia
In passato la popolazione di Dalpe era dedita alla pastorizia e all'agricoltura di sussistenza. A partire dal XIX secolo numerosi abitanti emigrarono in cerca di lavoro, soprattutto in Francia ma anche in Italia e negli Stati Uniti.
Nel corso del XX secolo il villaggio si è ulteriormente spopolato. Dopo la Seconda guerra mondiale la fondazione di un'impresa di costruzioni ha rallentato lo spopolamento. A partire dagli anni 1950 Dalpe ha conosciuto un forte sviluppo edilizio limitato alla costruzione di abitazioni secondarie, soprattutto attorno alla frazione di Cornone, ed è diventato uno dei luoghi preferiti per la villeggiatura in Val Leventina: durante l'estate la popolazione può raggiungere gli 800 abitanti.

## Monumenti e luoghi d'interesse
- Chiesa dei Santi Carlo Borromeo e Bernardo di Mentone, costruita nel 1661 in luogo di una precedente attestata nel 1338[1][2];
- Oratorio di San Rocco in località Cornone, edificato nel 1489[senza fonte];
- Capanna del Campo Tencia.

## Società

### Evoluzione demografica
L'evoluzione demografica è riportata nella seguente tabella:
Abitanti censiti

## Economia
Oggi la popolazione è costituita per lo più da pendolari o da operai del settore edile. L'agricoltura occupa ormai solo poche famiglie.

## Infrastrutture e trasporti
Dalpe è raggiungibile da Rodi-Fiesso con una strada carrozzabile di 5 km inaugurata nel 1904.

## Amministrazione
Ogni famiglia originaria del luogo fa parte del cosiddetto comune patriziale e ha la responsabilità della manutenzione di ogni bene ricadente all'interno dei confini del comune. Presidente dell'ufficio patriziale è Giuseppe Fransioli.